# Pamela Isús i Saurí
Pamela Isús i Saurí (El Masnou, 14 de juny de 1973) és una política catalana, alcaldessa de Sant Pere de Vilamajor des del 13 de juny de 2015.
Va començar la seva trajectòria professional dins de l'àmbit del turisme en el negoci familiar. És diplomada en turisme per la Universitat de Barcelona. El 2015 fou elegida alcaldessa de Sant Pere de Vilamajor, després que la seva candidatura, ERC, guanyés les eleccions municipals aconseguint 4 dels onze regidors del consistori.
És la primera dona que ostenta l'alcaldia de Sant Pere de Vilamajor.